# Тияпино
Тияпино — село в составе Валгусского сельского поселения Инзенского района Ульяновской области. 

## География
Находится у рек Аришка и Аргаш на расстоянии примерно 33 километра на север-северо-запад по прямой от районного центра города Инза. 

## История
Село основано в 1682 году. Название имеет фамильную основу. 
В 1780 году, при создании Симбирского наместничества, деревня Тияпина, при реке Суре, помещичьих крестьян, вошла в состав Карсунского уезда. 
При открытии в 1832 году храма Троицы Живоначальной в с. Пятино прихожане стали ходить в него. 
На 1900 год в деревне Тияпине в 182 дворах жило: 729 м. и 746 ж.
В 1902 г. была открыта церковно-приходская школа.  
В 1913 г. в селе было 235 дворов, 1396 жителей.  
В 1947 г. по итогам Всесоюзного социалистического соревнования местный колхоз имени Мичурина был признан победителем и награждён Красным знаменем ЦК ВКП (б), Совета Министров СССР, ВЦСПС и ЦК ВЛКСМ. 
В 1913 году в селе было 235 дворов и 1396 жителей. 
В 1990-е годы работал СПК им. Мичурина.

## Население
Население составляло 454 человека в 2002 году (русские 97%), 308 по переписи 2010 года.

## Достопримечательности
- Родник[8].
- Памятник, погибшим воинам в ВОВ (1974 г.)[9]
- Могила отца Максима — уроженец села Тияпино, жил приблизительно с середины XIX века до середины 20-х годов XX века. Сейчас почитается как местный святой в среднем Посурье[10].

## Инфраструктура
- В селе находятся: средняя общеобразовательная школа (1991), Дом культуры, сельская библиотека, медпункт, отделение связи.